# La baigneuse endormie
La baigneuse endormie (Nederlands: De slapende baadster) is een schilderij van de Franse kunstschilder Pierre-Auguste Renoir, geschilderd in circa 1897, olieverf op doek, 82 x 66 centimeter groot. Waarschijnlijk is het een naaktportret van operazangeres Amélie Diéterle, die het schilderij tot 1920 in haar bezit had. Ook Renoirs kindermeisje Gabrielle Renard wordt wel als model genoemd. Het behoort thans tot de collectie van het Museum Oskar Reinhart te Winterthur.

## Context
Toen Renoir in 1881 naar Parijs terugkeerde van een studiereis naar Italië veranderde hij zijn impressionistische stijl naar een meer klassieke werkwijze, waarbij hij vooral sterkere contouren en belijningen gebruikte. Rond 1888 liet hij een eerste fase, door kunsthistorici zijn 'droge periode' genoemd, weer achter zich. Hij schakelde over naar wat uiteindelijk zijn 'parelmoerfase' zou gaan heten, waarbij hij de lineaire contouren zou verfraaien met zijn kenmerkende kleurgebruik. Dit werkte vooral goed uit in zijn portretten. Door een nieuwe wijze van verfopbrenging slaagde hij erin de huid van zijn modellen zachter en romiger te maken, waardoor het gevoel van levensechtheid toenam ten opzichte van zijn werken uit de droge fase. Veel aandacht had hij daarbij voor de reflectie van het licht op de huid. Bij uitstek is dat te zien in zijn La baigneuse endormie uit 1897.

## Model
Er is nooit eenduidig vastgesteld wie het model zou zijn op La baigneuse endormie. Soms wordt Renoirs kindermeisje Gabrielle Renard genoemd, die in die periode zijn belangrijkste muse was. Waarschijnlijker lijkt evenwel dat het gaat om de toentertijd populaire operazangeres van het théâtre des Variétés Amélie Diéterle (1871-1941), die het werk ook tot 1920 in haar bezit had. De stelling dat Diéterle het model moet zijn geweest, en niet Renard, wordt mede ondersteund op grond van uiterlijke kenmerken. In het bijzonder zij gewezen op het roodblonde haar, waar Renard donker haar had, en de tint van de huid, die lichter en verfijnder is weergegeven dan in Renoirs portretten van Renard. Deze verschillen zijn ook te zien in Renoirs dubbelportret Tea Time uit 1911, waarop Diéterle en Renard beide staan afgebeeld.

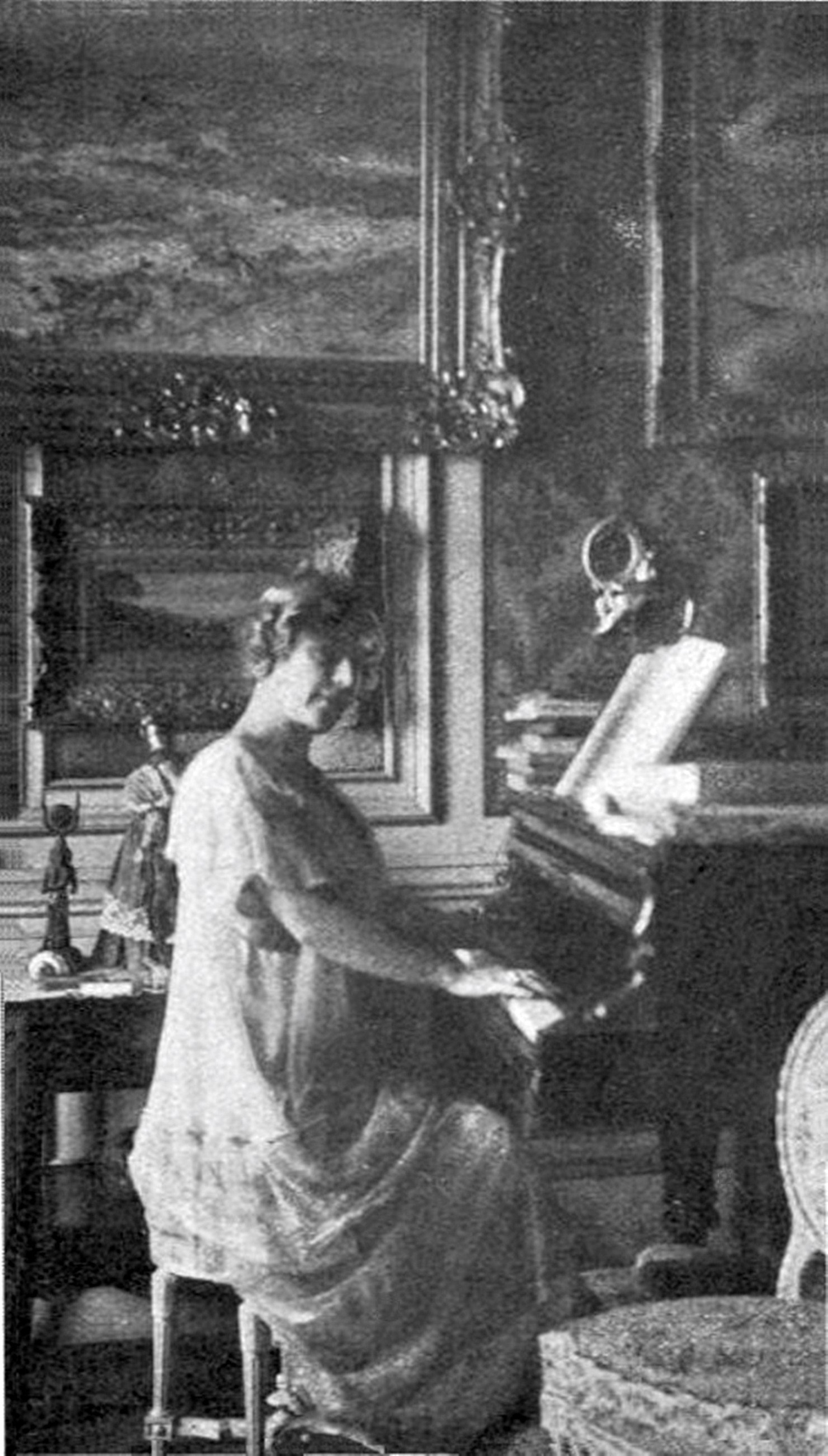
Diéterle aan de piano in haar appartement, 68 boulevard Malesherbe Parijs. Rechtsboven een deel van La baigneuse endormie.
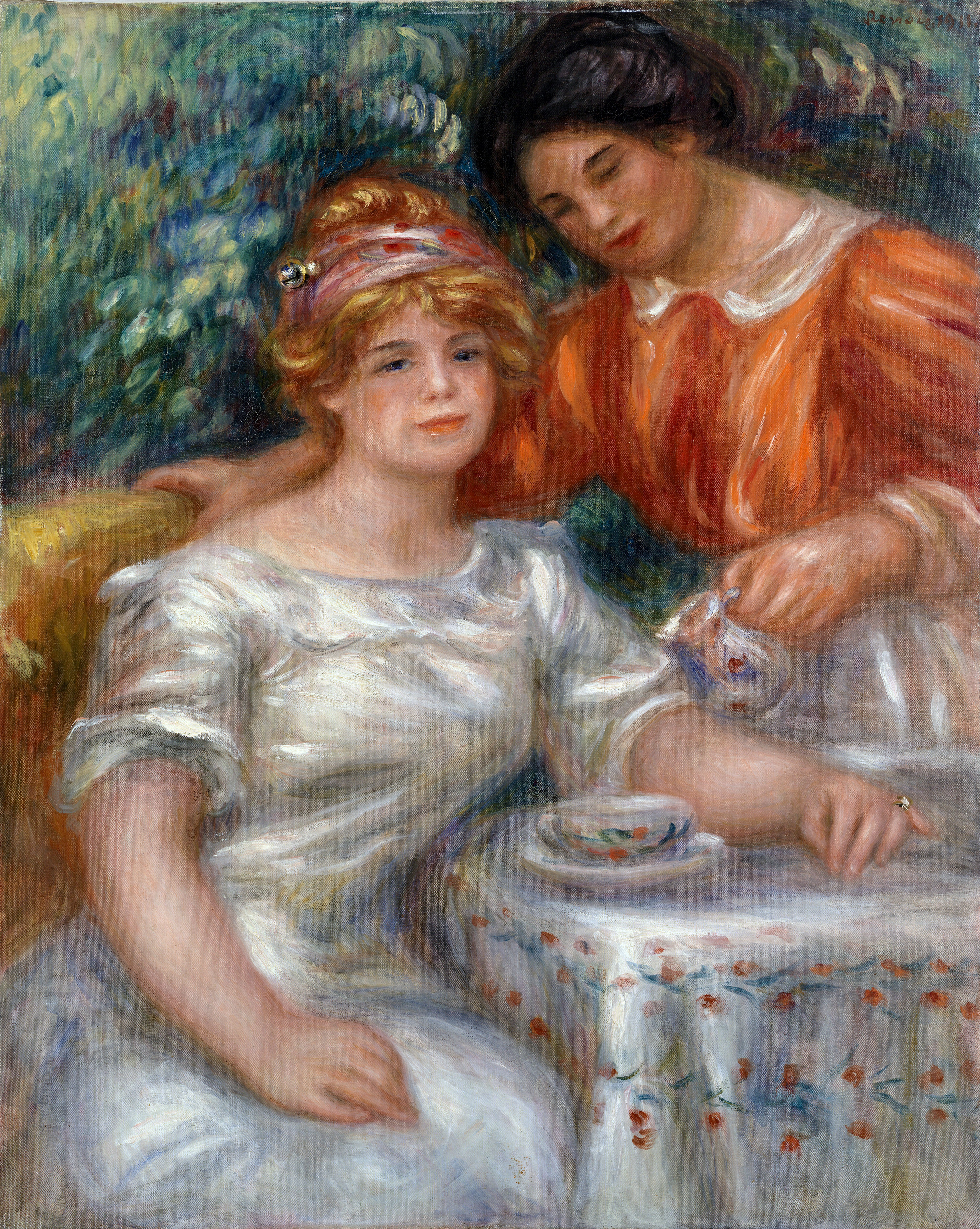
Renoirs 'Tea Time’’, 1911, links Amélie Diéterle, rechts Gabrielle Renard.

## Typering
La baigneuse endormie onderscheidt zich als de meeste van Renoirs werken door de afgewogen kleurenharmonie. Het toont bij uitstek zijn gave om het licht weer te geven zoals zich dat op een menselijk lichaam kan ontvouwen. In fijn op elkaar afgestemde lazuurstreken schetst hij met empathie een jonge vrouw die, na een bad, zo zegt de titel, lichtjes schijnt te slapen. Of de kunstenaar doet dit maar zo lijken, de suggestie open latend dat ze net doet alsof en zich wel degelijk ervan bewust is dat ze wordt gadegeslagen. Haar enigszins mollige figuur heeft een gewichtloze elegantie en straalt grote natuurlijkheid uit. Ze houdt haar armen ontspannen gekruist, een doek ligt losjes over haar schoot. 'De naakte vrouw uit de zee of uit het bed, ze heet Venus of Nini', lichtte Renoir ooit de twee zielen van de vrouw toe, refererend aan het goddelijke respectievelijk het sterfelijke van haar schoonheid.
La baigneuse endormie heeft in de Sammlung Reinhart in Winterthur een ideaal huis gevonden, zo schrijft kunsthistorica Anne Bethues: 'Het museum ligt in een groot park en kijkt hoog over de daken van de stad uit - het heeft de ideale Zauberberg-stemming die zo goed bij het schilderij past'.